# Burn Pilot
Burn Pilot ist eine Bielefelder Psychedelic-Rock-Band.

## Geschichte
Gegründet wurde Burn Pilot 2005 von den Brüdern Sidney und Joel Jaffe an Schlagzeug und Bass und durch den Gitarristen Jonas Hehemann komplettiert. 2007 veröffentlichten sie bei Dirty Earth Records ihr erstes Album Chevy Timemachine, auf das 2009 das Album Riots In Jerusalem folgte. 2010 veröffentlichte die Gruppe ihr drittes Album Bohemian Trauma auf dem Berliner Label Setalight. Es folgte Reveal als Album zur Westküsten-Tour in den Vereinigten Staaten 2011. Im August 2012 folgte das fünfte, während der US-Tournee 2011 aufgenommene Album Passionate. Im Zuge der zweiten Spanien/Portugal-Tournee der Gruppe wurde 2014 mit Intense das bis dato sechste Album veröffentlicht. Ende September 2016 folgte das Album The Taurus Triangle, welches auf dem Hamburger Label Pink Tank Records veröffentlicht wurde.

## Diskografie
- 2007: Chevy Timemachine (CD, Dirty Earth Records)
- 2009: Riots in Jerusalem (CD, Self-Release)
- 2010: Bohemian Trauma (CD, Setalight)
- 2011: Reveal (CD, Self-Release)
- 2012: Passionate (CD/LP, Setalight)
- 2014: Intense (LP, Self-Release)
- 2016: The Taurus Triangle (LP, Pink Tank Records)